# Milwaukee Bucks 2009-2010
La stagione 2009-10 dei Milwaukee Bucks fu la 42ª nella NBA per la franchigia.
I Milwaukee Bucks arrivarono secondi nella Central Division della Eastern Conference con un record di 46-36. Nei play-off persero al primo turno con gli Atlanta Hawks (4-3).

## Roster
| N° | Naz.                   | Ruolo | Sportivo         | Anno | Alt. | Peso |
| -- | ---------------------- | ----- | ---------------- | ---- | ---- | ---- |
| 00 | Stati Uniti (bandiera) | A     | Darnell Jackson  | 1985 | 206  | 115  |
| 3  | Stati Uniti (bandiera) | G     | Brandon Jennings | 1989 | 185  | 77   |
| 6  | Australia (bandiera)   | C     | Andrew Bogut     | 1984 | 213  | 111  |
| 7  | Turchia (bandiera)     | A     | Ersan İlyasova   | 1987 | 206  | 107  |
| 9  | Slovenia (bandiera)    | C     | Primož Brezec    | 1979 | 218  | 114  |
| 9  | Paesi Bassi (bandiera) | C     | Francisco Elson  | 1976 | 213  | 107  |
| 10 | Argentina (bandiera)   | GA    | Carlos Delfino   | 1982 | 198  | 104  |
| 11 | Stati Uniti (bandiera) | G     | Royal Ivey       | 1981 | 191  | 91   |
| 12 | Camerun (bandiera)     | A     | Luc Mbah a Moute | 1986 | 203  | 104  |
| 13 | Stati Uniti (bandiera) | G     | Luke Ridnour     | 1981 | 188  | 79   |
| 15 | Stati Uniti (bandiera) | G     | John Salmons     | 1979 | 201  | 95   |
| 20 | Slovenia (bandiera)    | G     | Roko Ukić        | 1984 | 196  | 83   |
| 21 | Stati Uniti (bandiera) | A     | Hakim Warrick    | 1982 | 206  | 99   |
| 22 | Stati Uniti (bandiera) | G     | Michael Redd     | 1979 | 198  | 100  |
| 23 | Stati Uniti (bandiera) | G     | Jodie Meeks      | 1987 | 193  | 94   |
| 24 | Stati Uniti (bandiera) | GA    | Jerry Stackhouse | 1974 | 198  | 99   |
| 40 | Stati Uniti (bandiera) | A     | Kurt Thomas      | 1972 | 206  | 104  |
| 42 | Stati Uniti (bandiera) | G     | Charlie Bell     | 1979 | 191  | 91   |
| 50 | Paesi Bassi (bandiera) | C     | Dan Gadzuric     | 1978 | 211  | 109  |

## Staff tecnico
- Allenatore: Scott Skiles
- Vice-allenatori: Jim Boylan, Kelvin Sampson, Joe Wolf, Adrian Griffin, Bill Peterson
- Preparatore fisico: Jeff Macy
- Preparatore atletico: Marc Boff